# Viola perreniformis
Viola perreniformis är en violväxtart som först beskrevs av L.G.Adams, och fick sitt nu gällande namn av R.J.Little och Leiper. Viola perreniformis ingår i släktet violer, och familjen violväxter. Inga underarter finns listade i Catalogue of Life.